# Håvard Vad Petersson
Håvard Vad Petersson (Oslo, 5 de enero de 1984) es un deportista noruego que compitió en curling.
Participó en tres Juegos Olímpicos de Invierno, obteniendo una medalla de plata en Vancouver 2010, el quinto lugar en Sochi 2014 y el sexto en Pyeongchang 2018.
Ganó cinco medallas en el Campeonato Mundial de Curling entre los años 2008 y 2015, y diez medallas en el Campeonato Europeo de Curling entre los años 2007 y 2016.

## Palmarés internacional
| Juegos Olímpicos   | Juegos Olímpicos             | Juegos Olímpicos  | Juegos Olímpicos |
| Año                | Lugar                        | Medalla           | Prueba           |
| ------------------ | ---------------------------- | ----------------- | ---------------- |
| 2010               | Vancouver (Canadá)           | Medalla de plata  | Equipo           |
| Campeonato Mundial |                              |                   |                  |
| Año                | Lugar                        | Medalla           | Prueba           |
| 2008               | Grand Forks (Estados Unidos) | Medalla de bronce | Equipo           |
| 2009               | Moncton (Canadá)             | Medalla de bronce | Equipo           |
| 2010               | Cortina d'Ampezzo (Italia)   | Medalla de plata  | Equipo           |
| 2014               | Pekín (China)                | Medalla de oro    | Equipo           |
| 2015               | Halifax (Canadá)             | Medalla de plata  | Equipo           |
| Campeonato Europeo |                              |                   |                  |
| Año                | Lugar                        | Medalla           | Prueba           |
| 2007               | Füssen (Alemania)            | Medalla de plata  | Equipo           |
| 2008               | Örnsköldsvik (Suecia)        | Medalla de plata  | Equipo           |
| 2009               | Aberdeen (Reino Unido)       | Medalla de bronce | Equipo           |
| 2010               | Champéry (Suiza)             | Medalla de oro    | Equipo           |
| 2011               | Moscú (Rusia)                | Medalla de oro    | Equipo           |
| 2012               | Karlstad (Suecia)            | Medalla de plata  | Equipo           |
| 2013               | Stavanger (Noruega)          | Medalla de plata  | Equipo           |
| 2014               | Champéry (Suiza)             | Medalla de plata  | Equipo           |
| 2015               | Esbjerg (Dinamarca)          | Medalla de bronce | Equipo           |
| 2016               | Renfrew (Reino Unido)        | Medalla de plata  | Equipo           |